# Паланга (река)
Паланга — река в России, протекает по Пудожскому району Карелии.
Исток — Кедрозеро, в которое впадает Кедра. Устье реки находится в 64 км по левому берегу реки Колода, в 2 км южнее деревни Щаниковская. Длина Паланги составляет 19 км, площадь водосборного бассейна — 143 км².

## Данные водного реестра
По данным государственного водного реестра России, Паланга относится к Балтийскому бассейновому округу. Водохозяйственный участок реки — Водла. Речной подбассейн Паланги — Свирь (включая реки бассейна Онежского озера). Относится к речному бассейну реки Нева (включая бассейны рек Онежского и Ладожского озера).
Код объекта в государственном водном реестре — 01040100412102000016739.